# エイリアンVSプレデター (ゲーム)
『エイリアンVSプレデター』（エイリアン バーサス プレデター）は、『エイリアンVSプレデター』を題材としたゲーム作品。内容はプレデターがエイリアンを狩っていくアクションゲーム。

## 概要
アメリカの映画『エイリアン』と『プレデター』はアメリカンコミックを中心に『エイリアンVSプレデター』としてクロスオーバー作品が展開されているが、それを原作としたゲームも多数発売されている。
- 1993年発売のスーパーファミコン用ソフト。Information Global Service発売、ジョルダン開発、日本でも発売。
  - Theスーパーファミコンザ・テストプレイでは総合評価58点（100点満点、各種ポイントの評価は以下の通り）[5]。レビュアーはタイトルからしてわけが分からずゲーム自体も滅茶苦茶でエイリアンの骨を収集してパワーアップするプレデターというだけでも笑える、だが楽しさに繋がっておらず洋ゲーでよくある難易度がアンバランス、タイトルは一昔前のようでゲームデザインやグラフィックもファミコン全盛期のようなゲームでSFCらしさが欲しかった、せっかく馬鹿馬鹿しいのだからもっとふざけてもよかったのではとしたが、エイリアンとプレデターで対戦できる2Pモードはオススメで見た目よりも多人数で笑いながら遊ぶのがいいかもしれないとした[5]。

| 項目   | グラフィックス | サウンド | ハマリ度 | ゲームバランス | お買い得度 |
| スコア | ★★★★           | ★★★      | ★★★      | ★★★            | ★★         |

- 1993年発売のゲームボーイ用ソフト。アスク講談社発売、日本でも発売。
  - Allgameでは2/5の星を与え移動がうまくできず武器を手に入れても選択画面のどこに表示されているのかわらかない、複数の武器は素晴らしいがイライラするゲームプレイを補完するものではない、グラフィックはゲームボーイとしてはまともだが繰り返されるテクスチャは気が散る、効果音は穏やかで音楽は物足りない、戦闘は時折楽しいので完全に無駄なゲームではないが長時間プレイするのは楽しくない、このゲームをプレイできる忍耐があるかは疑わしくまずプレイする理由がないと批判、エイリアンVSプレデターのゲームを探しているならSFC版を勧めた[2]。
- 1994年発売のカプコンのアーケードゲーム。日本でも発売。→エイリアンVSプレデター (カプコン)
- 1994年発売のAtari Jaguar用ソフト。Rebellion開発。
- 1999年発売のパソコン用ソフト。Rebellion開発。
  - 2000年発売の改良版。The Gold Edition of Aliens versus Predator
- 2001年発売のパソコン用ソフト『Aliens versus Predator 2』。Monolith Productions開発。
  - 2003年発売の改良版。The Gold Edition of Aliens versus Predator 2
- 2002年発売のパソコン用ソフト『Aliens versus Predator 2: Primal Hunt』。Third Law Entertainment開発。
- 2003年発売のPlayStation 2、Xbox用ソフト『Aliens versus Predator: Extinction』。Zono Inc.開発、日本では未発売。
- 2007年発売のPlayStation Portable用ソフト『Aliens vs. Predator: Requiem』。Rebellion開発、日本では未発売。
- 2010年発売のPlayStation 3、Xbox 360、パソコン用ソフト『Aliens vs. Predator』。Rebellion開発、日本では未発売。
- 発売中止となったAtari Lynx用ソフト。Rebellion開発。
- 発売中止となったゲームボーイアドバンス用ソフト。Ubisoft開発。
- 携帯電話用アプリとして数種類（日本では未発売）。